# ナガハナメジロザメ
ナガハナメジロザメ Carcharhinus signatus はメジロザメ属に属するサメの一種。大西洋の深海に生息し、日周鉛直移動を行う。全長2mに達し、長い吻と緑の眼が特徴。英名"Night shark"は夜に捕獲されることから名付けられた。
夜行性で小魚やイカを食べる。胎生。深海性のため人に危害は加えない。通常は混獲されるが、ブラジルでは本種を対象とした漁業が行われている。食用としても利用されるが、ブラジルでは肉に水銀が蓄積されていることが分かっている。IUCNは保全状況を絶滅危惧種としている。

## 分類
1868年、キューバの動物学者フェリペ・ポエにより、Repertorio fisico-natural de la isla de Cuba において記載された。記載には1対の顎骨が用いられ、Hypoprion signatusと命名された。1973年、レオナルド・コンパーニョはHypoprionをCarcharhinusのシノニムとした。タイプ標本は指定されていない。

## 分布
大西洋の大陸棚外縁、上部大陸斜面に生息し、西はマサチューセッツからアルゼンチンまで（メキシコ湾・カリブ海を含む）、東はセネガルからナミビア北部まで。米国ではノースカロライナ州・フロリダ州、特にフロリダ海峡でよく見られる。信憑性は低いが、パナマ太平洋岸で見られたという報告もある。
深海性で深度2,000mからも報告があるが、深度26mにまで浮上してくることもある。米国南東部では、主に深度50-600mで捕獲される。ブラジル北東部では、深度38-370mの海山の頂上で見られる。西アフリカでは深度90-285m、水温11-16℃、塩分濃度36‰、溶存酸素1.81ml/lの場所で観察される。キューバでは季節によって漁獲量が変動するため、季節回遊している可能性がある。

## 形態

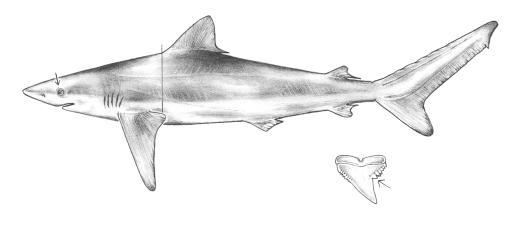
全身と歯のイラスト。

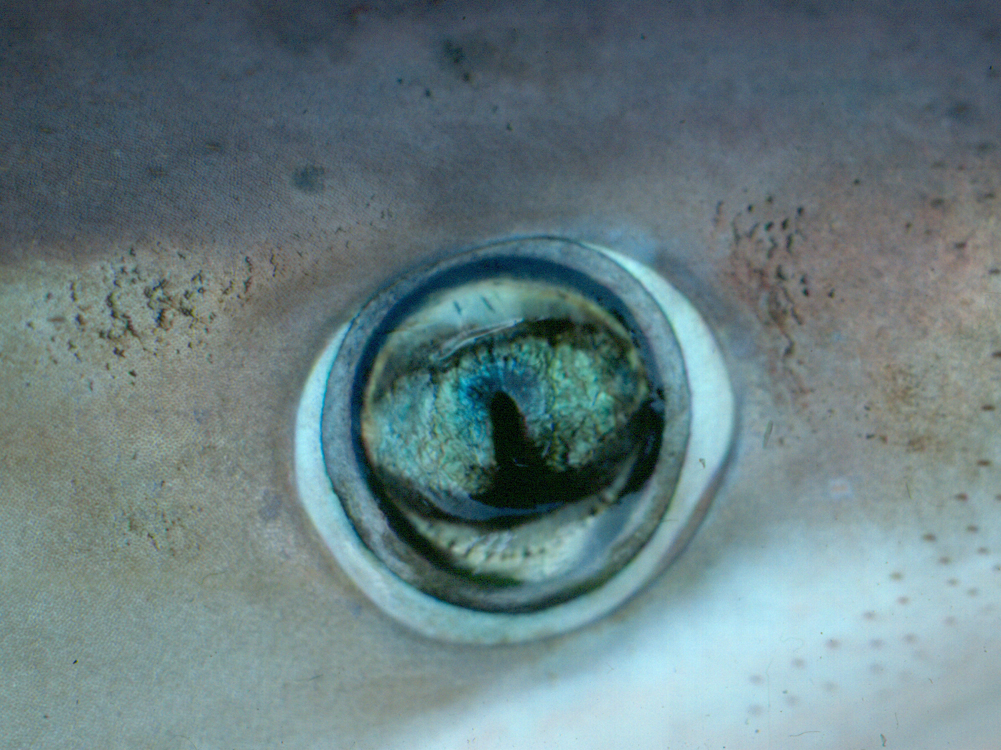
生時の眼は緑色。

体は細く、長く尖った吻を持つ。鼻孔には発達した前鼻弁がある。眼は大きくて丸く、生時は緑。不整形な瞳孔と瞬膜がある。口角に溝はなく、両顎に片側15本ずつの歯列があり、中央には上顎で1-2本・下顎で1本の正中歯列がある。上顎歯は細い尖頭を持ち、後ろの歯ほど後方に傾く。2-5個の鋸歯が基底後縁に並ぶ。尖頭前縁・後縁の鋸歯の個数・大きさは年齢とともに増大する。下顎歯は直立し滑らかである。5対の鰓裂は比較的短い。
胸鰭は全長の1/5になり、先細りで先端は丸い。第一背鰭は比較的小さく三角形で尖り、胸鰭後端の上方から始まる。第二背鰭は第一よりかなり小さく、臀鰭よりわずかに前にある。背鰭間には隆起がある。皮歯はそれほど密ではなく、わずかに重なって配列している。個々の皮歯は菱形で、幼体で3本、成体で5-7本の水平隆起がある。背面は灰青色から褐色、腹面は白。鰭に模様はない。体側に薄い縞があり、背面には黒い小さな斑点が散らばることもある。全長2.0m程度になるが、2.8m・76.7kgの記録がある。

## 生態
高速で泳ぎ、ボラ・サバ・マナガツオ・ハタ科・トビウオのような活動的な硬骨魚を捕食する。イカ・エビも食べる。狩りは夜に行われ、日暮れと夜明けに活発になる。捕獲記録からは群れで日周鉛直移動することが示され、日中は深度275-366m、夜間は183m以浅に移動する。排卵・妊娠中の雌はあまり見つからないが、これは摂餌を止めて群れから離れているためと考えられる。より大型のサメが天敵となる。寄生虫として、鰓からKroyeria caseyi、皮膚からPandarus bicolor ・P. smithiiなどのカイアシ類、螺旋腸からHeteronybelinia yamagutii ・H. nipponica ・Progrillotia dollfusiなどの条虫 が知られている。他にはAega webbiiに似た等脚類やナガコバンが見られる。

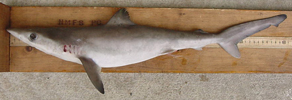
幼体。捕食リスクを減らすため急速に成長する。

他のメジロザメのように胎生であり、使い切った卵黄嚢を胎盤に転換する。雌は右側の卵巣だけが機能するが、子宮は両側が機能し、胎児ごとの部屋に分かれている。子宮内の胎児は頭を前にして並んでいる。生活史に関する情報はブラジル北東から得られたものが主であり、他の地域ではあまり分かっていない。ブラジル北東では夏に交尾が行われる。
妊娠期間は1年で、産仔数は4-18（通常12匹以上）。2月・6月に様々な発生段階の胎児が確認されており、出産期は数か月の幅があるかもしれない。成育場として、本種の南限である34°Sの大陸棚縁が提案されている。出生時は50-72cmで、初年度に25cm・全長のおよそ38%の成長を示す。高い成長率は、外敵に弱い時期を短くするためと考えられ、同じような戦略はクロトガリザメでも見られる。成体になると成長率は8.6cm/年程度に低下する。雌雄で成長速度に差はない。雄は1.8-1.9m、雌は2.0-2.1m、およそ10歳で性成熟する。最高で17歳の個体が知られているが、成長曲線からすると雄で28年・雌で30年生きると推定される。

## 人との関連
深海性のため、人への攻撃は知られていない。 大きい鰭がふかひれとなるほか、肉・肝油・魚粉などが利用される。西太平洋ではメカジキ・マグロなどの遠洋延縄で混獲されるのみだったが、1991年からブラジル北東の海山で延縄漁が始まり、大量のサメが捕獲されている。この海域で混獲される軟骨魚類の90%が本種であり、その89%は幼魚である。この海域での研究から、本種が魚食性であるため高濃度の水銀が蓄積していることが示された。92%の個体の水銀レベルがブラジル政府の規制を超えており、平均で1.742mg/kgだった。そのため、WHOの基準からすると摂取量を0.1kg/日以下に抑える必要がある。
繁殖力が低く、現在の漁獲圧のもとで減少しているため、IUCNは保全状況を危急種としている。American Fisheries Society (AFS)の評価でも危急種とされている。キューバの伝統的サメ漁では重要種であり、1937-1941年には60-75%が本種だったが、1970年代からその量は減少している。同様に米国南東での遠洋延縄では、サメ全体に対する本種の割合が、1981-1983年の26.1%から1993-1994年には0.3-3.3%に低下している。同じような減少が1970年代から、フロリダ南部でのカジキトーナメントでも観察されている。現在ブラジル沖の漁業はメカジキ・メバチにシフトしつつあるが、依然として注意を要する状況である。東大西洋では漁獲データがなく、IUCNはこの地域では情報不足としている。
1997年、NOAAのアメリカ海洋漁業局 (NMFS) は本種を "Species of Concern" とした。これはESAのリストに載せるほどの証拠はないが、保護が必要であることを意味する。1999年、NMFSの漁業管理計画(FMP)が改定され、本種を含む19種の保持が禁止された。本種はFMPの追補1に載せられ、2003年に追加された。延縄による混獲での死亡率は高いが、2003-2008年のNMFSの評価では、本種の個体数は安定しているか増加しており、もはや"Species of Concern"とする意味は無いとしている。だが、現状を維持するための予防措置として保有禁止措置は維持されるべきで、フロリダ海峡・チャールストンバンプの時間・領域を区切った封鎖も続行するべきだとされている。ブラジルなどでは漁業は制限されていない。IUCNの構成員はブラジルに対し、既存の規制を強化し、FAOによるサメの保護および管理に関する国際行動計画(IPOA-Sharks)に基づき、ブラジル独自のサメの保護および管理に関する国内行動計画(NPOA-Sharks)を策定するように働きかけている。